# Pterolophia pfanneri
Pterolophia pfanneri är en skalbaggsart som beskrevs av Stefan von Breuning 1976. Pterolophia pfanneri ingår i släktet Pterolophia och familjen långhorningar. Inga underarter finns listade i Catalogue of Life.